# 永河畔拉罗什区
永河畔拉罗什区（法語：Arrondissement de La Roche-sur-Yon）是法国卢瓦尔河地区大区旺代省所辖的一个区。总面积2489.1平方公里，总人口298364，人口密度120人/平方公里（2018年）。主要城镇为永河畔拉罗什。

## 辖区
永河畔拉罗什区辖有77个市镇。